# Kroatië op het Eurovisiesongfestival 2025
Kroatië neemt deel aan het Eurovisiesongfestival 2025 in Bazel, Zwitserland. De Kroatische broadcaster HRT is verantwoordelijk voor de Kroatische bijdrage voor de editie van 2025.

## Selectieprocedure

### Dora 2025
Voor de 26ste keer vindt de nationale finale Dora plaats. Tot 15 november 2024 konden deelnemers zich aanmelden voor de nationale finale. 221 inzendingen werden ontvangen bij de HRT. 24 artiesten kregen groen licht en mochten in februari 2025 aantreden in een van de twee halve finales. Ook werden er 4 back-up deelnemers geselecteerd. Reeds twee back-up deelnemers werden al gebruikt door 1 deelnemer die zich terugtrok, en 1 deelnemer die gediskwalificeerd werd. 

## In Bazel
Kroatië trad aan in de eerste halve finale op 13 mei 2025. Marko was als 14de act aan de beurt, na Nederland en voor Cyprus. Marko wist zich niet te plaatsen voor de grote finale. 

#### Punten gegeven door Kroatië
| Score     | 1e halve finale |             | Finale     | Finale |
| Score     | Televoting      | Vakjury     | Televoting |        |
| 12 punten | Estland         | Italië      | Estland    |        |
| 10 punten | Albanië         | Oostenrijk  | Albanië    |        |
| 8 punten  | Zweden          | Zwitserland | Zweden     |        |
| 7 punten  | IJsland         | Letland     | Finland    |        |
| 6 punten  | Slovenië        | Israël      | Italië     |        |
| 5 punten  | Noorwegen       | Estland     | Oostenrijk |        |
| 4 punten  | Oekraïne        | Griekenland | Noorwegen  |        |
| 3 punten  | Nederland       | Zweden      | Duitsland  |        |
| 2 punten  | San Marino      | Oekraïne    | Oekraïne   |        |
| 1 punt    | Polen           | Noorwegen   | IJsland    |        |

1993 · 1994 · 1995 · 1996 · 1997 · 1998 · 1999 · 2000 · 2001 · 2002 · 2003 · 2004 · 2005 · 2006 · 2007 · 2008 · 2009 · 2010 · 2011 · 2012 · 2013 · 2014-2015 · 2016 · 2017 · 2018 · 2019 · 2020 · 2021 · 2022 · 2023 · 2024 · 2025
Albanië · Armenië · Australië · Azerbeidzjan · België · Cyprus · Denemarken · Duitsland · Estland · Finland · Frankrijk · Georgië · Griekenland · Ierland · IJsland · Israël · Italië · Kroatië · Letland · Litouwen · Luxemburg · Malta · Montenegro · Nederland · Noorwegen · Oekraïne · Oostenrijk · Polen · Portugal · San Marino · Servië · Slovenië · Spanje · Tsjechië · Verenigd Koninkrijk · Zweden · Zwitserland